# 2001 FK185
2001 FK185, também escrito como 2001 FK185, é um objeto transnetuniano (TNO) que está localizado no cinturão de Kuiper, uma região do Sistema Solar. Ele é classificado como um cubewano. O mesmo possui uma magnitude absoluta de 7,3 e tem um diâmetro com cerca de 153 km.

## Descoberta
2001 FK185 foi descoberto no dia 25 de março de 2001 pelo astrônomo Marc W. Buie.

## Órbita
A órbita de 2001 FK185 tem uma excentricidade de 0,042 e possui um semieixo maior de 43,370 UA. O seu periélio leva o mesmo a uma distância de 41,545 UA em relação ao Sol e seu afélio a 45,196 UA.